# Compensation carbone

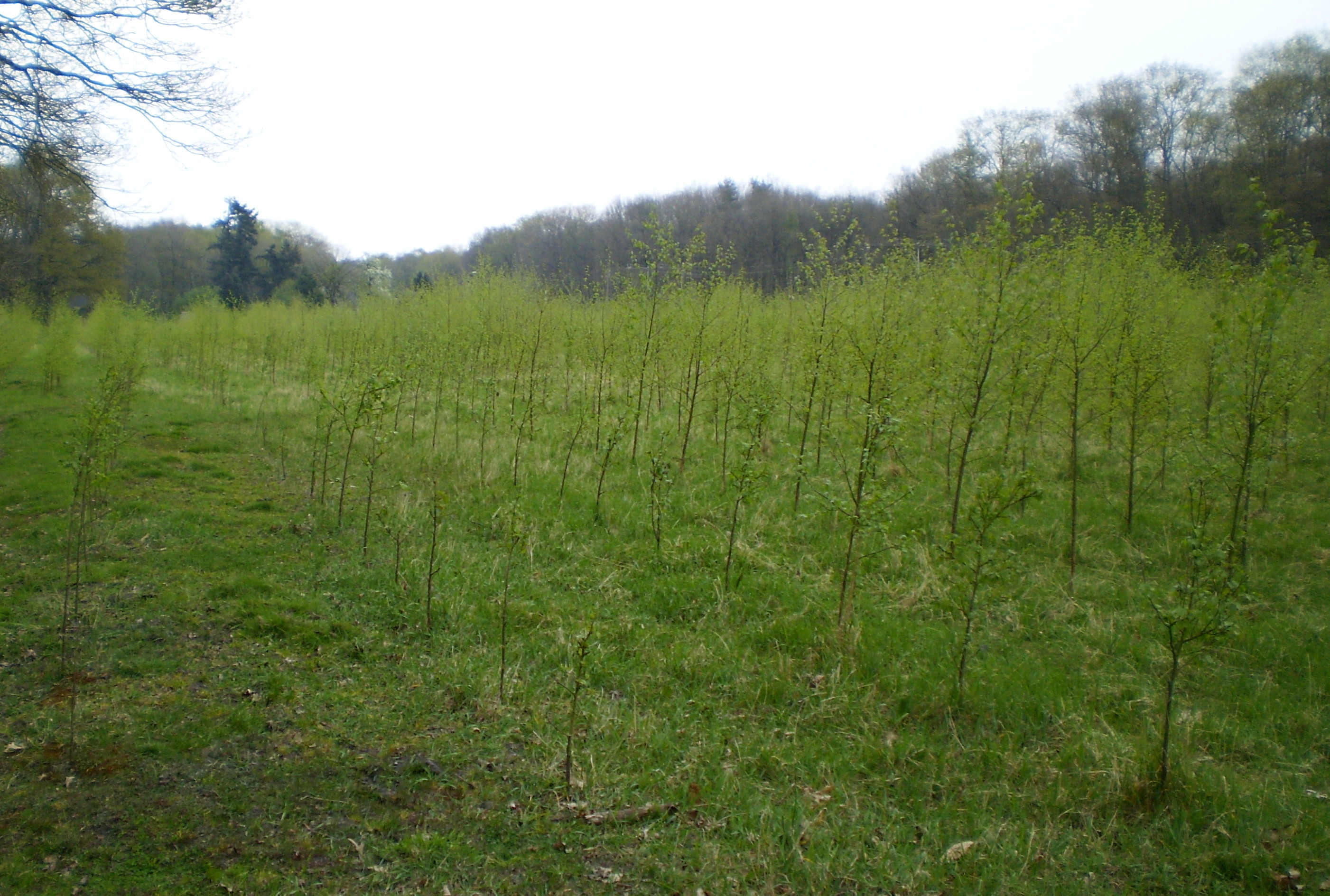
La Nederlands eerste internetbos ou première forêt-Internet néerlandaise est un exemple de compensation carbone ; ce bois de bouleaux (essence à croissance rapide) a été planté en 2008 près d'Apeldoorn aux Pays-Bas à l'initiative de Cleanbit, une entreprise visant à compenser les émissions de induites par les serveurs de l'Internet.

La compensation carbone cherche à contrebalancer des émissions de CO2 par le financement de projets de réduction d'autres émissions ou de séquestration de carbone. Souvent présentée comme indispensable pour atteindre la neutralité carbone dans le cadre de l'atténuation du réchauffement climatique, elle s'applique essentiellement au CO2, mais peut aussi s'appliquer aux émissions d'autres gaz à effet de serre (GES). Elle est supposée s'appuyer sur des règles strictes et des standards de référence, comme le Gold Standard, développé par le WWF.
Souvent volontaire, elle peut être adoptée par des particuliers, des acteurs économiques (individuellement ou regroupés par secteurs), des collectivités publiques ou même des États. La compensation carbone est aussi utilisée dans des cadres institutionnels comme le mécanisme de développement propre (MDP) inclus dans le protocole de Kyoto, ou le dispositif CORSIA sous l'égide de l'Organisation de l'aviation civile internationale (OACI), entré en phase pilote en janvier 2021. Elle présente d'éventuels co-bénéfices vis-à-vis d'autres dimensions du développement durable, mais fait aussi l'objet de critiques, dont la principale est qu'elle permet aux pays ou personnes riches de se donner bonne conscience à bon compte en reportant les efforts à faire sur les pays les plus pauvres. Ce mécanisme a été officialisé lors du protocole de Kyoto, dont à la demande de certains pays en développement, afin que ceux-ci bénéficient de financements compensateurs et de transferts de technologie. Une étude publiée en 2025 dans la revue Nature considèrent qu'elle ne peut pas être généralisée à hauteur de besoins et enjeux mondiaux, faute d'espace suffisant pour les reboisements et en raison de ses coûts.
En 2025, un article paru dans Nature Communications Earth & Environment indique que la compensation des émissions de dioxyde de carbone (CO₂) par des technologies de capture directe dans l’air est actuellement trop coûteuse pour être une solution généralisable.

## Définition, objectifs et domaine d'application
La compensation carbone consiste à contrebalancer ses propres émissions par le financement de projets de réduction d'autres émissions de CO2 ou de séquestration de carbone. Elle est utilisée dans le cadre général de l'atténuation du réchauffement climatique pour atteindre la neutralité carbone quand il n'est pas possible de réduire ses propres émissions ou qu'il est plus économique de procéder à une réduction équivalente ailleurs. Elle s'appuie sur le principe d'universalité du CO2 qui contribue à l'effet de serre quel que soit l'endroit où il a été émis.
Elle s'applique essentiellement au CO2, mais peut s'appliquer également aux émissions d'autres gaz à effet de serre comme le méthane (CH4), le protoxyde d'azote (N2O) ou certains hydrocarbures halogénés. Les émissions compensées ou évitées sont appelées crédits carbone, exprimés en tonnes d'équivalent CO2.
L'Article 6 de l'Accord de Paris sur le climat de 2015 prévoit d'organiser et de réguler le marché mondial de la compensation carbone. Les crédits carbone ne représentent que 0,5 % des émissions mondiales de gaz à effets de serre, mais ce marché est en plein boom depuis 2019. Selon les estimations, il pourrait représenter 300 milliards de dollars en 2030. Mais ce marché n'est pas du tout unifié. Il est inondé de crédits générés par des projets anciens, datant du Protocole de Kyoto, et sans aucune valeur. Alors que la tonne de carbone vaut 60 euros sur le marché européen des quotas carbone en 2021, certains crédits s'échangent pour à peine 3 euros. Le Brésil, grand générateur de crédits carbone, a bloqué les négociations lors de la COP25 à Madrid en refusant d'abandonner le double comptage. En novembre 2021, la COP26 aboutit enfin à un accord sur les règles de ces marchés, qui rendra plus difficile le double comptage et met fin au désordre qui règne sur les marchés volontaires du carbone.
En France, la Commission d'enrichissement de la langue française a introduit en 2019 l’expression « compensation des émissions de gaz à effet de serre » (en abrégé : compensation des GES), définie comme l'« ensemble des mesures techniques ou financières permettant de contrebalancer, en partie ou en totalité, les émissions, dans l'atmosphère, de gaz à effet de serre d'origine anthropique qui n'ont pu être évitées. ».
La démarche de compensation est le plus souvent volontaire, c'est-à-dire que ceux qui s'y engagent ne sont pas soumis à une obligation de réduire leurs émissions de GES. Elle est le fait de particuliers, d'entreprises (individuellement ou regroupées par secteurs), de collectivités publiques ou même d'États. Ils font en général appel à des entreprises spécialisées qui servent d'intermédiaire avec les porteurs de projets. Un particulier peut par exemple compenser les émissions liées à un voyage en avion en finançant un projet de reboisement en Afrique. Une entreprise peut acheter des crédits carbone pour compenser les émissions attachées à ses produits ou services.
La compensation carbone est aussi utilisée dans le cadre de mécanismes institutionnels de marché, du type échange de crédits carbone, par des acteurs tenus à une obligation de résultat :
- dans le cadre du protocole de Kyoto, le Mécanisme de développement propre (MDP) et la mise en œuvre conjointe (MOC) peuvent être considérés comme de la compensation carbone[5]. Les entreprises qui dépassent leurs quotas de carbone peuvent acheter des unités de réduction certifiée des émissions (en) (URCE) garantis par l'Onu (certification Kyoto).
- l'accord du 6 octobre 2016 sous l'égide de l'OACI a institué un "programme de compensation et de réduction de carbone pour l’aviation internationale" (CORSIA, Carbon Offsetting and Reduction Scheme for International Aviation). Il se traduira par l’achat de crédits carbone par les compagnies aériennes auprès d’autres secteurs via une bourse d’échanges à partir de 2021.

## Compensation volontaire

### Démarche recommandée
La compensation doit suivre des règles strictes. Si les projets ne répondent pas à des critères précis (mesurabilité, vérifiabilité, permanence et additionalité), l’utilisation du terme compensation carbone peut être remise en question.
Selon la Convention-cadre des Nations Unies sur les changements climatiques (CCNUCC) : « Réduisez votre empreinte au maximum, compensez le reste avec des URCE (Unité de réduction certifiée des émissions) ». Selon le guide de l'Ademe publié en 2012, la compensation volontaire ne devrait intervenir que « postérieurement à la mise en œuvre d’efforts de réduction de ses émissions sur son périmètre d’action », elle-même précédée d'un bilan des émissions de l'entité concernée.
ICROA (International Carbon Reduction and Offset Alliance) est un organisme à but non lucratif qui a développé le guide de référence le plus exigeant sur les meilleures pratiques en matière de compensation.

#### Évaluer ses émissions
Le Bilan carbone, initialement développé par l'Ademe et repris par l'association Bilan Carbone, est la méthode de comptabilité carbone la plus utilisée en France. Il permet aux entreprises et collectivités territoriales de réaliser une évaluation globale de leurs émissions de GES, que celles-ci soient directes ou indirectes. Une méthode spécifique a été développée pour effectuer un bilan à l’échelle d'un territoire, et d'autres méthodes, protocoles, et outils ont été développés pour répondre aux spécificités de secteurs comme les exploitations agricoles ou les forêts. Pour les organisateurs d'évènements, le site ADERE propose un diagnostic environnemental contenant un volet climatique.
Pour les particuliers, plusieurs outils gratuits existent pour faire son Bilan carbone personnel, comme celui de la Fondation GoodPlanet, l’outil Nos GEStes Climat (porté par l’Ademe et l’Association Bilan Carbone, issu de MicMac d’Avenir Climatique) ou encore des calculateurs automatisés s'appuyant sur la méthode des ratios monétaires comme Carbo.

#### Choisir un opérateur
Le marché volontaire présente une grande diversité d’acteurs, avec de nombreux intermédiaires entre le porteur de projet et le client final qui cherche à compenser ses émissions : courtiers, entreprises, ONG, grossistes, opérateurs spécialisés, etc. Comme ce marché n'est pas réglementé, on trouve une grande diversité de méthodes de calcul des émissions, ainsi que de certification et de suivi des projets. Dans ce contexte, les labels existants constituent une certaine garantie pour le client.

### Certification
La certification n'est pas obligatoire sur le marché de la compensation volontaire. Son objectif est de fournir aux acheteurs de crédits carbone des garanties de fiabilité et de crédibilité relatives aux projets en s'assurant que les compensations sont bien réelles et pérennes, additionnelles (que les émissions ne seraient pas réduites en l'absence du projet), mesurables et vérifiables.
Les labels volontaires sont dérivés des exigences de la certification Kyoto, mais adaptés pour réduire coûts et délais et permettre d'élargir la gamme de projets autorisés. La grande majorité des projets présents sur le marché de la compensation volontaire sont certifiés par des organismes indépendants.
En Europe, les labels les plus utilisés sont le Verified Carbon Standard (ou Verra) et le Gold Standard,. Le Gold Standard a été développé par le WWF.
En France, le label bas-carbone élaboré par l'I4CE - Institute for Climate Economics a été lancé le 29 novembre 2018. Son référentiel a été élaboré à partir de projets pilotes dans les secteurs forestier et agricole (boisement/reboisement, gestion forestière améliorée, élevage bovin), mais d'autres secteurs pourront bénéficier du label à l'avenir. Il intègre, outre la réduction des émissions et le stockage de carbone, les co-bénéfices socio-économiques des projets,,.

### Cycle de vie d'un crédit carbone
Entre l'idée d'un projet et la vente de crédits carbone à un acheteur final, il y a plusieurs étapes à franchir. La première est en général une étude de faisabilité, avec évaluation des risques, calcul des émissions compensées. Le projet doit aboutir à l'émission de crédits carbone (en anglais, "issuance") avec une certification qui devrait être faite par un organisme indépendant et crédible et qui se traduit concrètement par une inscription sur un registre. Ces crédits carbonne peuvent ensuite être mis en vente et achetés, en direct, ou via des intermédiaires. Quand la vente est conclue avec un acheteur qui souhaite revendiquer l'impact du projet, les crédits carbone sont retirés de la vente et ne peuvent plus être revendus (c'est le retrait, "retirement" en anglais).

### Marché
Un marché de la compensation carbone volontaire a démarré au début des années 2000 mais n'a vraiment décollé qu'en 2008. De 2005 à 2017, 437 millions de crédits carbone ont été émis, pouvant permettre d'éviter, de réduire ou de séquestrer 437 Mt éq. CO2.
|              | 2005 | 2006 | 2007 | 2008 | 2009 | 2010 | 2011 | 2012 | 2013 | 2014 | 2015 | 2016 | 2017 | 2018 |
| ------------ | ---- | ---- | ---- | ---- | ---- | ---- | ---- | ---- | ---- | ---- | ---- | ---- | ---- | ---- |
| Émissions    |      |      |      | 8,8  | 30,4 | 37,3 | 39,4 | 48,9 | 46,9 | 41,4 | 47,1 | 36,7 | 62,7 |      |
| Retraits     |      |      |      | 0,3  | 1,6  | 6,1  | 13,7 | 20,3 | 31,4 | 32,8 | 40,7 | 32,7 | 42,8 |      |
| Transactions | 12   | 32   | 70   | 135  | 107  | 131  | 100  | 103  | 68   | 77   | 84   | 65   | 46   | 98   |

Les retraits, c'est-à-dire les crédits définitivement acquis, sont inférieurs aux émissions à cause du décalage dans le temps entre les deux opérations, et aussi parce qu'un certain nombre de crédits ne trouvent pas preneur.
Les transactions, qui incluent celles du marché primaire (vente des porteurs de projet à des intermédiaires ou directement à des acheteurs finaux) et du marché secondaire (vente des intermédiaires à des acheteurs finaux ou à d'autres intermédiaires) sont plus nombreuses que les émissions, car les crédits carbone peuvent changer plusieurs fois de mains avant d'être retirés du marché.
Les volumes échangés sur le marché volontaire sont faibles par rapport à ceux qui sont échangés sur le marché de conformité : en 2010, ils ne représentaient que 3,4 % des échanges totaux.

#### Marché français
Une étude du marché français de la compensation volontaire réalisée en 2016 a estimé son potentiel à 2 Mt éq. CO2 à l'horizon 2026. Elle souligne que son évolution est incertaine, notamment du fait du « caractère temporaire de certaines démarches ». Les prix relevés allaient de 4 à 24 €/t.
Quelques plates-formes françaises de compensation carbone volontaire :
- CO2Solidaire, créée en 2004 par le Geres, a été la première plateforme de compensation carbone volontaire en France. Avec le principe de "Solidarité climatique" mis en avant par cette plateforme, l'association visait à inciter particuliers et entreprises à agir pour réduire leurs émissions de gaz à effet de serre et à soutenir le développement durable bas-carbone des plus pauvres. CO2Solidaire a cessé son activité en 2019.[réf. nécessaire]
- EcoAct, entreprise sociale, créée en 2006, leader français, primée en 2019 pour avoir développé le meilleur projet de compensation au monde par Environmental Finance (projet de foyers améliorés au Darfour)[22],[23].
- La Fondation GoodPlanet, fondée par Yann Arthus-Bertrand, une des premières entités françaises à avoir proposé de la compensation[24] ;
- Climateseed, une entreprise à vocation sociale créée en 2018 par le groupe BNP Paribas en partenariat avec le Grameen Creative Lab[25],[26].
- Reforest'Action, une entreprise à vocation sociale fondée en 2010, dont l'activité consiste à financer des reboisements en France et à l’étranger[27],[28].

#### Entreprises clientes
Les entreprises qui font de la compensation volontaire le font dans le cadre de leur responsabilité sociale et environnementale (RSE) ou pour améliorer leur image. Certaines le font par anticipation d'obligations auxquelles elles pourraient être soumises dans le futur
.
En France, par exemple, La Poste, et Taxis G7 compensent les émissions carbone liées à leurs activités. D'autres, comme le Club Méditerranée se contentent de proposer à leurs clients de compenser les émissions liées à leurs produits ou services.
Dans le monde, près d'un tiers des compagnies aériennes proposent des voyages neutres en carbone. La plupart proposent l'option de compensation sur leur propre site, tandis que d'autres renvoient les clients vers des plates-formes spécialisées,. En novembre 2019, la compagnie EasyJet annonce qu'elle va compenser l'ensemble de ses vols pour un montant estimé à 22 millions € en 2020. De son côté, Air France compensera les émissions de ses vols intérieurs à partir de 2020 en contribuant à des projets certifiés sélectionnés avec EcoAct.

### Type de projets développés
Les projets mis sur le marché de la compensation volontaire sont extrêmement variés et couvrent la plupart des moyens mis en œuvre pour atténuer le réchauffement climatique, aussi bien par la réduction des émissions de GES que par l'élimination du CO2 présent dans l'atmosphère. Depuis 2005, les projets qui ont le plus contribué à l'émission de crédits carbone peuvent être regroupés dans les catégories suivantes, par ordre d'importance décroissante :
- Efficacité énergétique et changement de combustible
- Forêts et utilisation des sols
- Procédés industriels
- Énergies renouvelables (solaire, éolien, hydroélectrique...)
- Gestion des déchets (réduction des émissions de méthane des décharges ou des eaux usées)
- Diffusion de cuisinières domestiques améliorées (en).
- Capture du dioxyde de carbone dans l'air[38].

En 2016, les 18,5 Mt éq. CO2 de crédits carbone émis sur les marchés primaires étaient issus de projets de réduction des émissions liées à la déforestation et à la dégradation des forêts (REDD+), de projets territoriaux d'efficacité énergétique et de projets de cuisinières domestiques propres.
Les projets qui ont le plus émis de crédits carbone depuis 2005 se situent en Asie (39 %), en Amérique du Nord (26 %) et en Afrique (13 %). Les pays qui abritent le plus de projets sont l'Inde (442), la Chine (426) et les États-Unis (351).

## Co-bénéfices
Bien que l'objectif premier de la compensation carbone soit de réduire la concentration des GES dans l'atmosphère, de nombreux projets ont également d'autres impacts bénéfiques comme la création d'emplois locaux, la préservation de la biodiversité ou la réduction de la pollution de l'air ou de l'eau. Les co-bénéfices sont même souvent invoqués comme la motivation principale des porteurs de projet et des acheteurs de crédits carbone. Plusieurs labels incluent des co-bénéfices dans leurs exigences ou proposent des certifications supplémentaires. La tendance actuelle est de prendre comme référence les 17 objectifs de développement durable des Nations unies.
Ainsi par exemple l'amélioration des cuisinières domestiques au bois, en freinant la déforestation, a un impact favorable non seulement sur le climat, mais aussi sur la biodiversité. En réduisant la pollution intérieure, elle améliore également la santé. En réduisant les besoins en bois, elle libère du temps ou de l'argent pour d'autres usages.
En assurant un financement à des projets sans rentabilité économique, la compensation volontaire encourage l'innovation technologique et sociétale.
Les projets de compensation carbone peuvent également avoir des impacts négatifs. L'amélioration des cuisinières domestiques au bois peut par exemple se traduire par une baisse d'activité des marchands de bois et par du chômage.

## Critiques

### Un moyen de se donner bonne conscience
Le marché de la compensation carbone est souvent comparé au commerce des indulgences, une pratique qui s'est développée dans l'Église catholique à la fin du XVe siècle et qui permettait aux fidèles d'obtenir, contre rémunération, la rémission totale ou partielle d'une peine encourue en raison d'un péché pardonné,,. Sauf que dans le cas de la compensation carbone, de véritables projets de terrain existent. De la même manière, selon ses opposants, la compensation carbone permet de ne rien changer à son mode de vie, dès lors qu'on s'acquitte du prix demandé. Selon George Monbiot, on se donne bonne conscience en payant quelqu'un d'autre pour réparer le mal qu'on fait. Selon Kevin Anderson, « cela nous aide à bien dormir, alors qu'on ne devrait pas bien dormir ».
Des critiques concernent le fait de s'acheter bonne conscience en compensant ses propres émissions, sans toutefois remettre en cause les projets par eux-mêmes,. Le Transnational Institute, opposé à la compensation, se défend de pousser les gens à « ne rien faire », mais veut les inciter à se saisir des nombreuses opportunités d'action efficaces et stimulantes.

### Incertitudes sur la réalité et l'efficacité de la compensation
Quand la compensation est liée à des produits ou services, le prix des crédits carbone est trop faible pour envoyer un signal prix efficace au marché ;
Selon une enquête de l’Öko-Institut pour la Commission Européenne sur les projets liés au mécanisme de développement propre (MDP), 85 % de ceux qui ont été analysés, principalement chinois, correspondant à 73 % des crédits carbone émis, avaient une faible probabilité que les réductions d'émissions soient additionnelles et qu'elles n'aient pas été surestimées. Inversement, seulement 2 % des projets, correspondant à 7 % des crédits émis, sont additionnels et n'ont pas été surestimés. D'autres chercheurs ont analysé 1350 projets de parcs éoliens en Inde dans le cadre du Mécanisme de développement propre (MDP) et ont conclu que plus de 52 % des crédits carbone émis étaient attachés à des projets qui auraient été réalisés sans cela et que la vente de ces crédits à des pollueurs soumis à réglementation avait augmenté les émissions mondiales de CO2 de manière significative. D'autre part, les auditeurs chargés de vérifier l'additionnalité sont généralement payés par l’opérateur du projet. ;
Selon Les Amis de la Terre, « brûler une tonne de pétrole et mettre en circulation dans l’atmosphère le carbone contenu est une action certaine alors qu’imaginer qu’un projet va vraiment conduire à une réduction des émissions dans le futur, sans simplement déplacer le problème ailleurs par exemple, est incertain » ;
Risque de double comptage : avec l'accord de Paris sur le climat, tous les pays se sont engagés sur des objectifs de réduction d'émissions de GES, les contributions déterminées au niveau national. Aucun dispositif n'a toutefois été mis en place pour éviter que les projets qui donnent lieu à l'émission de crédits carbone ne soient comptabilisés à la fois dans le pays qui les émet et dans celui qui les achète.

### Écoblanchiment
La compensation carbone par les entreprises ou d'autres organisations est parfois assimilée à de l'écoblanchiment (greenwashing). Les entreprises peuvent aussi l'utiliser pour anticiper et influencer des contraintes réglementaires ou barrer la route à des réglementations plus contraignantes, comme a réussi à le faire le transport aérien avec CORSIA.
En 2023, le documentaire Citizen facts d'Aude Favre met en lumière que de nombreuses compagnies aériennes proposent à leur clientèle de compenser l'empreinte carbone de leur vol, parmi lesquelles Air France, British airways, Turkish airlines, Iberia, Qatar airways, Swissair, et Lufthansa. L'enquête des journalistes montre que la compensation mise en place par Air France par la plantation d'arbres serait en fait largement insuffisante à compenser cette empreinte carbone, et ne compense pas les autres gaz émis dans l'atmosphère, tandis que la méthode proposée par Lufthansa prétend elle proposer des vols à empreinte carbone nulle à base de protection contre la déforestation est encore moins crédible du fait de son invérifiabilité.

### La compensation individuelle n'est pas efficace
En 2023, la France s'engage dans une planification écologique sans contraintes. Le transport y est le secteur qui émet le plus de gaz à effet de serre, qui représente 32,2 % de ses émissions en 2022. Pour faire baisser les émissions du secteur aérien, la réduction du nombre de vols est le levier d’action le plus efficace et immédiat. Au niveau mondial, la réduction de la flotte n'est pas planifiée, et le trafic aérien a repris sa croissance après la crise du Covid-19,  4,7 milliards de passagers sont prévus en 2024, la compensation indiduelle peu envisagée est peu efficace, par exemple, voir un vol Paris Dubaï, COP28,.
La compensation volontaire affaiblit la volonté de changer d'innover

### La compensation reporte les efforts sur les pays les plus pauvres
Selon George Monbiot (et d'autres), pour maintenir le réchauffement dans la limite de 2 °C, il faudrait réduire les émissions de GES de 60 % d'ici 2030, ce qui se devrait se traduire par une réduction de 90 % dans les pays riches. Donc, même si aucun pays pauvre n'émettait plus de carbone, cela n'exonérerait pas pour autant les pays riches de leur part. Pour les Amis de la Terre, la compensation carbone légitime un transfert de responsabilité des plus riches vers les plus pauvres : « Partir en vacances en avion n’est pas un besoin fondamental alors que défricher un lopin de terres pour sa famille en est un : il n’est donc pas moralement acceptable de proposer de compenser une action évitable en demandant aux plus modestes de modifier leur mode de vie ». Les projets de compensation sont vus comme une forme de néocolonialisme par beaucoup de ceux qui en sont affectés et par les représentants des peuples autochtones et des mouvements sociaux des pays concernés.

### La part d'émissions incompressibles est subjective
La compensation ne devrait intervenir que lorsqu'on a épuisé tous les moyens pour réduire ses propres émissions. Mais l'évaluation de la part d'émissions incompressible est souvent faite par les organisations concernées elles-mêmes. Ainsi, l'industrie du transport aérien se refuse à envisager des mesures qui auraient pour effet de réduire le trafic aérien.

### Abus et effets contre-productif
La commercialisation de crédits carbone a donné lieu à des abus. Le plus important d'entre eux a concerné des fabricants chinois d'HCFC-22, un gaz réfrigérant, dont la production génère comme sous-produit du HFC-23, un gaz à effet de serre très puissant (PRG100 = 11 700). Ces entreprises ont pu réaliser des profits de plusieurs milliards d'euros en installant des incinérateurs pour détruire le HFC-23 et en vendant les crédits carbone correspondants. Ces profits démesurés ont suscité la création de nouvelles unités de production d'HCFC-22 dans le seul but de générer des crédits carbone,.

### Fraudes
Kenneth Newcombe, « pionnier de la compensation carbone » et ancien président directeur général de C-Quest Capital, est mis en examen à New York le 3 octobre 2024 pour avoir falsifié les données relatives à la compensations d'émissions carbone dans le but d'obtenir des millions de crédits carbone et de garantir plus de 100 millions de dollars d'investissements. L'entreprise qu'il a créée en 2008 et spécialisée dans les projets de réduction d'émissions carbone en Afrique et en Asie aurait surestimé de 1 000 % l'impact environnemental de 27 projets depuis des années. L'accusé est par ailleurs membre du Conseil d'administration de l'organisme de certification Verra. Bloomberg estime que ces accusations « portent un coup au secteur de la compensation carbone, dans lequel C-Quest Capital tenait un rôle de premier plan ».

### Effets absents et pervers
La compensation n’aurait pas d'effet d’entraînement : vu de l’extérieur, celui qui compense et celui qui ne compense pas se comportent de la même manière.
Par ailleurs, alors que plus on attend, plus il sera difficile de prévenir le réchauffement climatique, la compensation incite à reporter à plus tard les efforts à faire sur ses propres émissions. D'autre part, la plupart des schémas de compensation mettent du temps à produire des effets,.
En outre, une partie seulement du prix payé pour les crédits carbone bénéficie directement aux projets, une part importante étant captée par les intermédiaires ainsi que par la certification,.

### Critiques spécifiques aux projets relatifs à la forêt et à l'utilisation des sols (UTCATF)
Un nombre important de projets de compensation carbone ont pour objectif d'éviter la déforestation ou la dégradation des forêts, de procéder à de la reforestation ou de l'afforestation, ou d'augmenter le stockage de carbone dans les sols. Certaines critiques dont font l'objet ces pratiques ne visent toutefois pas la compensation carbone en elle-même.
- La déforestation étant une source nette d'émissions de CO2 au niveau mondial, la compensation basée sur sa prévention n'a pas vraiment de sens[54] ;
- La durabilité de la captation de carbone n'est pas garantie (incendies, maladies, coupes illégales, effets du réchauffement climatique, déclin naturel)[55],[56] ;
- La captation du carbone n'est pas immédiate : beaucoup de jeunes plants meurent dans les cinq ans (44 % selon une étude réalisée sur 176 sites situés dans des forêts tropicales ou subtropicales du sud et du sud-est asiatique[57]) et les arbres ont besoin de plusieurs décennies pour croître et absorber du carbone alors que les émissions ont un effet immédiat sur le climat[58],[56] ;
- L'estimation des quantités de carbone séquestrées est très imprécise et coûteuse[59],[60] ;
- De nombreux crédits carbone relatifs à la prévention de la déforestation ou à de la reforestation « ne représentent pas de réductions réelles des émissions » ni ne conduisent à de l'absorption de CO2[61] ;
- La capacité d'absorption de carbone des sols est limitée et décroît au fil des années[62] ;
- Ce type de projets est souvent source de conflits locaux sur l'utilisation des ressources de la forêt et la propriété foncière et peut conduire à l’accaparement des terres (green grabbing) et compromettre la sécurité alimentaire[44],[34],[35] ;
- Ces projets n’empêchent pas la déforestation massive liée à l’agriculture industrielle (aux plantations de palmiers à huile par exemple), à l’exploitation forestière illégale, aux activités minières, aux projets d’infrastructure, parce que la valeur des crédits carbone est insuffisante par rapport aux gains attendus de la déforestation[34] ;
- Ces projets concernent souvent des monocultures agro-industrielles qui réduisent la biodiversité[34],[63] ;
- Ces pratiques peuvent modifier l'albédo du sol dans le sens d'un réchauffement accru qui peut annuler les effets de l'absorption de carbone[64],[65].

### Prises de position de personnalités
Le pape François dans son encyclique Laudato si’ pointe du doigt le risque de spéculation (sur le prix des crédits carbone) qui « ne servirait pas à réduire l’émission globale des gaz polluants ». Il note également que « ce système semble être une solution rapide et facile, sous l’apparence d’un certain engagement pour l’environnement, mais qui n’implique, en aucune manière, de changement radical à la hauteur des circonstances. Au contraire, il peut devenir un expédient qui permet de soutenir la surconsommation de certains pays et secteurs (économiques) ».

## Alternative à la compensation carbone
Certains acteurs du secteur proposent de remplacer la compensation carbone par des contributions volontaires au financement de projets permettant de tendre vers la neutralité carbone mondiale, sans contrepartie, c'est-à-dire sans entrer dans la comptabilité carbone de l'entité qui les pratiquent,.